# Dança da Fada Açucarada
Dança da fada açucarada, ou dança da fada do açúcar (em francês, Danse de la Feé Dragée) é uma das famosas composições de Piotr Ilitch Tchaikovski. Faz parte do bailado da Suite de um dos maiores e grandiosos balés, "O quebra-nozes" (primeira dança característica do mesmo). Expressa a magia de uma fada com uma melodia rica e inovadora, através de um instrumento musical novo na época, a celesta, que expressa toda essa magia juntamente com o clarinete baixo. Esta dança pode ser feita de ponta e meia ponta, com passos muitos diferentes.